# Tercé
Tercé és un municipi francès situat al departament de la Viena i a la regió de la Nova Aquitània. L'any 2007 tenia 1.061 habitants.

## Demografia

### Població
El 2007 la població de fet de Tercé era de 1.061 persones. Hi havia 410 famílies de les quals 84 eren unipersonals (40 homes vivint sols i 44 dones vivint soles), 143 parelles sense fills, 151 parelles amb fills i 32 famílies monoparentals amb fills.
La població ha evolucionat segons el següent gràfic:
Habitants censats

### Habitatges
El 2007 hi havia 445 habitatges, 424 eren l'habitatge principal de la família, 10 eren segones residències i 11 estaven desocupats. 438 eren cases i 4 eren apartaments. Dels 424 habitatges principals, 355 estaven ocupats pels seus propietaris, 62 estaven llogats i ocupats pels llogaters i 7 estaven cedits a títol gratuït; 1 tenia una cambra, 13 en tenien dues, 42 en tenien tres, 109 en tenien quatre i 259 en tenien cinc o més. 357 habitatges disposaven pel capbaix d'una plaça de pàrquing. A 140 habitatges hi havia un automòbil i a 260 n'hi havia dos o més.

### Piràmide de població
La piràmide de població per edats i sexe el 2009 era:
| Homes | Edats   | Dones |
| ----- | ------- | ----- |
| 0     | 95 o +  | 0     |
| 4     | 90 a 94 | 20    |
| 8     | 85 a 89 | 0     |
| 0     | 80 a 84 | 8     |
| 4     | 75 a 79 | 12    |
| 8     | 70 a 74 | 20    |
| 28    | 65 a 69 | 8     |
| 20    | 60 a 64 | 24    |
| 12    | 55 a 59 | 8     |
| 40    | 50 a 54 | 32    |
| 60    | 45 a 49 | 52    |
| 36    | 40 a 44 | 60    |
| 28    | 35 a 39 | 24    |
| 32    | 30 a 34 | 36    |
| 40    | 25 a 29 | 44    |
| 16    | 20 a 24 | 48    |
| 56    | 15 a 19 | 40    |
| 32    | 10 a 14 | 28    |
| 20    | 5 a 9   | 28    |
| 20    | 0 a 4   | 44    |

## Economia
El 2007 la població en edat de treballar era de 724 persones, 559 eren actives i 165 eren inactives. De les 559 persones actives 534 estaven ocupades (284 homes i 250 dones) i 26 estaven aturades (10 homes i 16 dones). De les 165 persones inactives 73 estaven jubilades, 54 estaven estudiant i 38 estaven classificades com a «altres inactius».

### Ingressos
El 2009 a Tercé hi havia 424 unitats fiscals que integraven 1.103,5 persones, la mediana anual d'ingressos fiscals per persona era de 19.136 €.

### Activitats econòmiques
Dels 20 establiments que hi havia el 2007, 1 era d'una empresa de fabricació d'altres productes industrials, 1 d'una empresa de construcció, 8 d'empreses de comerç i reparació d'automòbils, 1 d'una empresa de transport, 3 d'empreses d'hostatgeria i restauració, 1 d'una empresa immobiliària, 4 d'empreses de serveis i 1 d'una empresa classificada com a «altres activitats de serveis».
Dels 5 establiments de servei als particulars que hi havia el 2009, 1 era un taller de reparació d'automòbils i de material agrícola, 1 fusteria, 1 perruqueria i 2 restaurants.
Dels 2 establiments comercials que hi havia el 2009, 1 era una botiga de menys de 120 m² i 1 una botiga de mobles.
L'any 2000 a Tercé hi havia 22 explotacions agrícoles que ocupaven un total de 1.386 hectàrees.

## Equipaments sanitaris i escolars
El 2009 hi havia una escola maternal integrada dins d'un grup escolar amb les comunes properes formant una escola dispersa.

## Cultura
A Tercé hi ha el museu «La Vienne dans la 2nde Guerre Mondiale» (La Viena a la Segona Guerra Mundial), dedicat a aquella contesa i als membres locals de la resistència que hi lluitaren. Fou creat el 2004 i renovat el 2015. El museu es menciona al documental «Chichinette: the accidental spy» (2019), de Nicola Alice Hens.

## Poblacions més properes
El següent diagrama mostra les poblacions més properes.